# R Andromedae
R Andromedae (kurz R And)  ist ein langperiodisch veränderlicher Stern vom Mira-Typ im Sternbild Andromeda. Seine scheinbare Helligkeit schwankt mit einer Periode von 409,2 Tagen und einer sehr großen Amplitude zwischen einem Maximalwert von 5,8 mag, wo er mit bloßem Auge sichtbar ist, und einem Minimalwert von 15,2 mag, wo er erst mit Hilfe eines 25-cm-Teleskops erkennbar ist.  Er gehört zur Spektralklasse S und sein Spektrum zeigt Absorptionsbanden von Zirkoniumoxid. Der amerikanische Astronom Paul Willard Merrill fand bei ihm (und auch anderen Sternen) Absorptionslinien des radioaktiven Elements Technetium, womit er bewies, dass in Sternen Nukleosynthese stattfinden muss.